# Devilance
Devilance, the Pursuer (en español, Devilance, el persecutor), es un personaje extraterrestre ficticio, un cazador supervillano creado para el Universo de DC Comics, por Jack Kirby, debutando en las páginas de los títulos del Cuarto Mundo de la revista Forever People Vol.1 #11 (del mes de agosto de 1972).

## Biografía ficcional

### Pre-Crisis
Devilance the Pursuer. fue una vez uno de los secuaces más respetados de Darkseid, el señor de Apokolips, como el cazador personal que capturaba y llevaba sus presas ante su maestro durante muchos años. Se eligió a Devilance debido a su capacidad para rastrear y destruir a los odiados rivales de Darkseid, los Forever People. Cuando los encontró en una isla en el Océano Pacífico, en el planeta Tierra, los Forever People cambiarían de lugar cuando invocaron al Hombre Infinito. En ese instante, tanto Devilance como Infinity Man se enfrentarían en una terrible batalla destruyendo una pequeña isla en la que luchaban. Ambos parecían atomizados y se presumió por un rato de que estuvieron muertos, aunque más tarde el Infinity Man regresaría para ayudar nuevamente a los Forever People. Desde entonces, a Devilance no sería visto por años.

### Post-Crisis:52(Post-Crisis Infinita)
Devilance aparecería mucho tiempo después en una serie de cómics semanales, la maxiserie 52 de DC, donde apareció sustancialmente más grande de lo que había sido retratado en el pasado. Ahora, se le encontraría en un remoto paraje de un planeta extraterrestre, donde los héroes perdidos como Starfire, Adam Strange y Animal Man se encontraban varados. Se revelaría entonces que Devilance habría capturado Starfire. Adam Strange y Animal Man la empezarían a buscar, pero serían víctimas de sus trampas y también serían capturados.
Tres días y dos noches antes de la hora en la narrativa de la historia, Devilance parecería creer que en el trío vio algo que solo los dioses (como él mismo) debían hacer. Así, siendo "El Dios de persecución", Devilance se encargó de cazarlos. El equipo lograría quemar la cara de Devilance y escapar de sus garras. También robarían su lanza con la esperanza de usarla como fuente de energía para su crucero espacial. Devilance es visto por última vez atado por las mismas vides que una vez sostuvieron a sus cautivos. También hay que destacar de acuerdo a lo que declaró Starfire durante su escape, todo el planeta en el que se encuentran parecía ser una trampa tendida por el propio Devilance.
Cuando éste llega a su nave espacial, es sorprendido por un cazador de recompensas muy famoso, siendo éste el que lo degüella y decapita: nada menos que el mismísimo czarniano de Lobo.

## Poderes y habilidades
- Devilance the Pursuer tiene una fuerza superhumana y un alto grado de inmunidad cualquier lesión física que le pueda perjudicar. Posiblemente gran parte de su fuerza y resistencia a estas lesiones se deba a su capacidad para aumentar su propia densidad física. Devilance también tiene muchos poderes indefinidos que le permiten que su cuerpo se ajuste y se deshaga de efectos de varios tipos de armas o superpoderes utilizados contra él. Por ejemplo, su cuerpo puede adaptarse a temperaturas extremas. La principal arma de Devilance es su lanza, que cumple muchas funciones. Puede disparar poderosas explosiones de energía, así como Devilance pueda volar al estar sujetándolo. Contiene circuitos que le permiten rastrear a sus víctimas. Otros circuitos hacen que su lanza vuelva a él si está separado de él. Devilance puede hacer que la hoja de su lanza brille con energía destructiva.

## Apariciones en otros medios
- Devilance tiene un cameo como miembro de la élite de Darkseid en la serie animada de la Liga de la Justicia.